# Dabro
Dabro je hudební skupina z Kazaně (Rusko), původně z Kurachovo (Ukrajina), jejíž sestavu tvoří dva bratří Ivan a Michal Zasidkevičovi, kteří jsou zároveň producenti a autoři všech písní. Bratři skládají písně i pro jiné interprety. Velkou popularitu si získala skupina vydáním písně Юность (Mládí).

## Historie
Bratří Ivan (narozen 28. srpna 1990) a Michal (narozen 1. května 1992) Zasidkevičovi se narodili a vyrůstali ve městě Kazaň. Oba studovali hudební školu, kterou dokončili ve třídě specializující pro hru na tahací harmoniku.
V roce 2009 spolu začali psát písně, soustředili se na rapové texty.
V roce 2013 založili skupinu Dabro, ve které jsou jedinými členy. Bratři píší své písně společně a sami také produkují všechny desky.
V roce 2015 se v Moskvě seznámili s ázerbájdžánským zpěvákem Bahh Tee (vlastním jménem Bachtijar). Zpěvák bratry požádal, jestli by pro něj nenapsali album. Bratři souhlasili a kvůli práci na albu se přestěhovali do Kazaně. Po dokončení práce na albu se bratři rozhodli v Kazani zůstat.
Bratři také pracovali na písních jiných umělců jako: Světlana Loboda, Kasť (Касты),, Děcla (Децла) Rema Diggi Рема (Дигги), Polina Gagarinová a další.

V polovině května 2020 Dabro vydali píseň Юность (Mládí) a v červnu byl na tuto píseň uveden videoklip
Již v době psaní písně jsme věděli, že je výjimečná. Je v ní spousta slov a poznámek, ze kterých vám naskakuje husí kůže. Pociťovali jsme to již ve fázi tvorby. A když přišel nápad na video a začali jsme vybírat herce, tak již na zkouškách bylo jasné, že vznikající klip bude aktuální a upřímný. A určitě zaujme milióny diváků
Během dvou týdnů nasbíralo video na 2 milióny zhlédnutí na YouTube.
V polovině září byla skupina s písní pozvána do televizního zábavného pořadu Вечерний Ургант (Večerní Urgant) na Prvním kanálu.
V listopadu 2020 vychází album Юность (Mládí). Všechny písně jmenovaného alba bratři zahráli při živém vystoupení ve studiu rozhlasové stanice Avtoradio (Авторадио).

## Diskografie

### Alba
| Název                                 | překlad        | Detail                                                                                     | odkaz Spotify |
| ------------------------------------- | -------------- | ------------------------------------------------------------------------------------------ | ------------- |
| Vključaj (Включай)                    | Zapni          | - Vydání: 2013 - Nakladatelství: Make It Music - Formát: digitální distribuce              |               |
| Naše vremja (Наше время)              | Naše doba      | - Vydání: 2014 - Nakladatelství: Make It Music - Formát: digitální distribuce              | odkaz         |
| Lučšie pěsni (Лучшие песни (The Best) | Nejlepší písně | - Vydání:19. června 2020 - Nakladatelství: Make It Music - Formát: digitální distribuce    | odkaz         |
| Junosť (Юность)                       | Mladí          | - Vydání: 6. listopadu 2020 - Nakladatelství: Make It Music - Formát: digitální distribuce | odkaz         |

### Mini-alba (EP)
| Název                            | Překlad     | Detail                                                                                   | odkaz Spotify |
| -------------------------------- | ----------- | ---------------------------------------------------------------------------------------- | ------------- |
| Vernosť (Верность)               | Věrnost     | - Vydání 2013 - Nakladatelství: Make It Music - Formát: digitální distribuce             | odkaz         |
| Pabota podžďot (Работа подождет) | Práce počká | - Vydání: 24. června 2016 - Nakladatelství: Make It Music - Formát: digitální distribuce | odkaz         |

### Samostatné písně
| rok  | Název                                                 | Překlad                | odkazy Spotify |
| ---- | ----------------------------------------------------- | ---------------------- | -------------- |
| 2015 | Žara iďot iznutri (Жара идёт изнутри) (host MF_Agent) | Záře jde z nitra       | odkaz          |
| 2016 | Kažetsja (Кажется)                                    | zdá se                 | odkaz          |
| 2018 | Mně glaza jejo nravjatsja (Мне глаза её нравятся)     | Mě se líbí její oči    | odkaz          |
| 2018 | Dumať o těbe (Думать о тебе)                          | Myslím na tebe         | odkaz          |
| 2019 | Ja po časticam (Я по частицам)                        | Já po částech          | odkaz          |
| 2019 | Čto že ty molčiš (Что же ты молчишь)                  | Proč ty mlčíš          | odkaz          |
| 2019 | Poceluj (Поцелуй)                                     | Polibek                | odkaz          |
| 2020 | Moj puť (Мой путь                                     | Má cesta               | odkaz          |
| 2020 | Mně ně snišsja ty (Мне не снишься ты)                 | Nesním o tobě          | odkaz          |
| 2020 | Junosť (Юность)                                       | Mládí                  | odkaz          |
| 2020 | Vse za odnogo (Все за одного)                         | Všichni za jednoho     | odkaz          |
| 2020 | Na kryše (На крыше)                                   | Na střeše              |                |
| 2021 | Na časach Nol-nol (На часах ноль-ноль)                | Na hodinkách nula nula | odkaz          |
| 2021 | Uslušit ves rajon (Услышит весь район)                | Uslyší celý kraj       | odkaz          |
| 2022 | Poljubil těbe (Пoлюбил тебе)                          | Miloval tě             | odkaz          |
| 2022 | Davaj zapojom (Давай запоём)                          | Pojďme si zazpívat     | odkaz          |
| 2022 | Mně ně strašno (Мне не страшно)                       | Já se nebojím          | odkaz          |

## Videoklipy
| rok  | Název                                  | Překlad                | Odkaz |
| ---- | -------------------------------------- | ---------------------- | ----- |
| 2016 | Moskva (Москва)                        | Moskva                 | odkaz |
| 2018 | Ty menja žděš (Ты меня ждешь)          | Čekáš na mě            | odkaz |
| 2019 | Dumať o těbe (Думать о тебе)           | Myslím na tebe         | odkaz |
| 2019 | Poceluj (Поцелуй)                      | Polibek                | odkaz |
| 2020 | Junosť (Юность)                        | Mládí                  | odkaz |
| 2020 | Vse za odnogo (Все за одного)          | Všichni za jednoho     | odkaz |
| 2020 | Na kryše (На крыше)                    | Na střeše              | odkaz |
| 2021 | Ona ně takaja (Она не такая)           | Ona taková není        | odkaz |
| 2021 | Na časach Nol-nol (На часах ноль-ноль) | Na hodinkách nula nula | odkaz |
| 2021 | Uslušit ves rajon (Услышит весь район) | Uslyší celý kraj       | odkaz |

## Ceny a nominace
| Rok  | Cena                               | Kategorie                                 | Kandidát/práce | Výsledek  | citace        |
| ---- | ---------------------------------- | ----------------------------------------- | -------------- | --------- | ------------- |
| 2020 | Nickelodeon Dětské Ceny            | Nejoblíbenější průlom roku ruských diváků | Dabro          | vítězství | [ 11 ] [ 12 ] |
| 2021 | Zlatý gramofon (Золотой граммофон) | Юность (Mládí)                            | Dabro          | vítězství |               |
| 2021 | Hudební cena Top Hit               | Objev roku                                | Dabro          | vítězství | [ 13 ]        |
| 2021 | Cena RU.TV (Премия RU.TV)          | Nejlepší začátek                          | Dabro          | nominace  |               |
| 2021 | Cena RU.TV (Премия RU.TV)          | Hvězda tanečního parketu                  | Dabro          | nominace  |               |
| 2021 | Cena RU.TV (Премия RU.TV)          | Nejlepší píseň                            | Dabro          | nominace  |               |
| 2021 | Cena Muz-Tv (Премия Муз-ТВ)        | Průlom roku                               | Dabro          | vítězství | [ 14 ]        |
| 2021 | Cena Muz-Tv (Премия Муз-ТВ)        | Nejlepší skupina                          | Dabro          | nominace  | [ 14 ]        |
| 2021 | Cena Muz-Tv (Премия Муз-ТВ)        | Nejlepší píseň                            | Юность (Mládí) | nominace  | [ 14 ]        |
| 2022 | Zlatý gramofon (Золотой граммофон) | Услышит весь район (Uslyší celý kraj)     | Dabro          | nominace  |               |